# Park Avenue

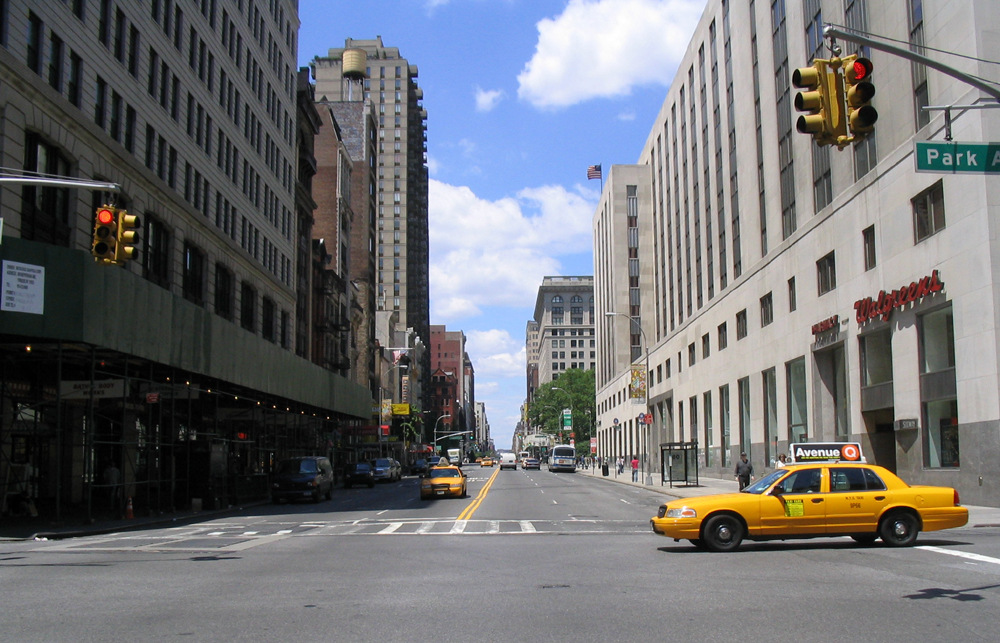
Park Avenue South a nivel de la calle 23.

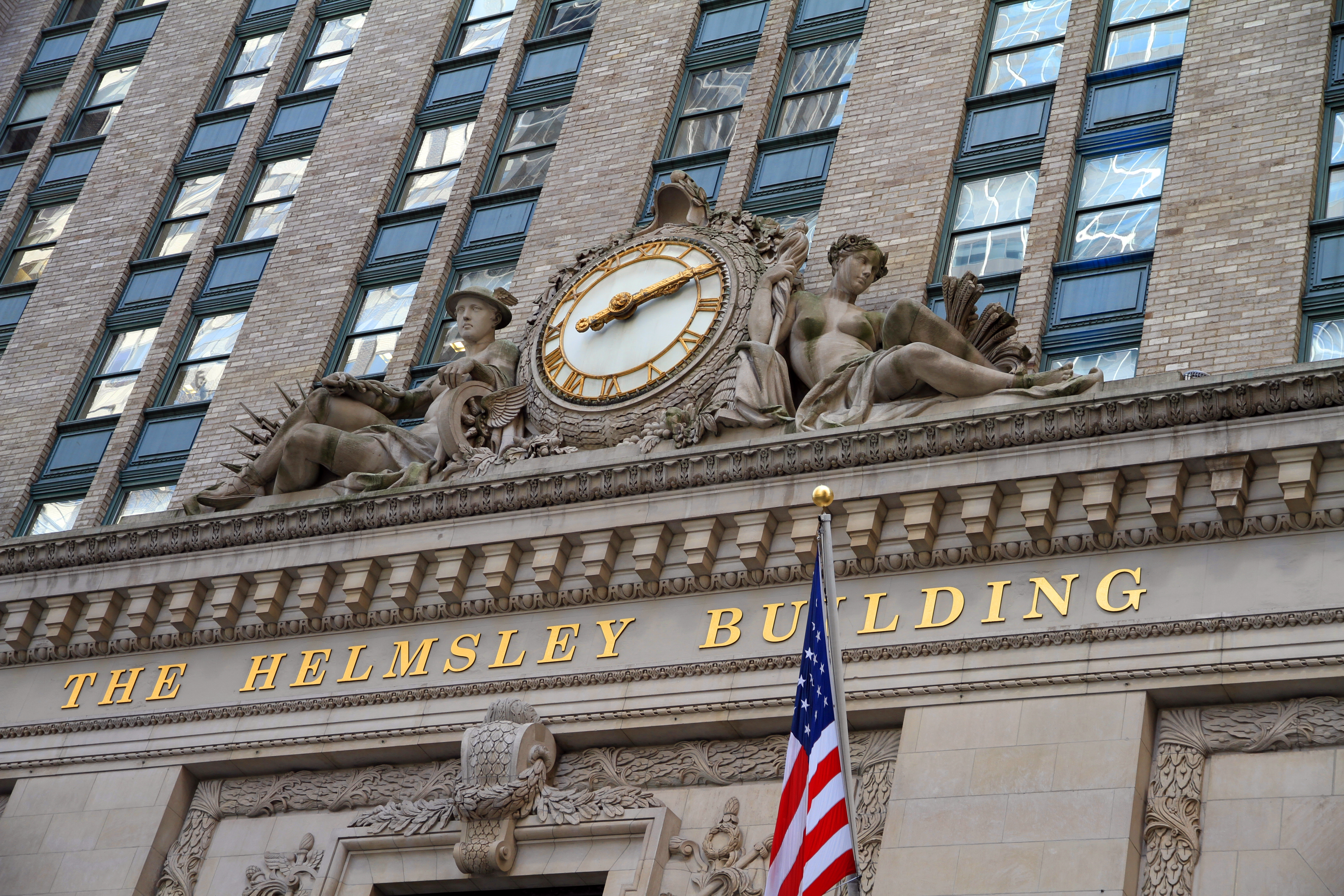
230 Park Avenue, Helmsley Building

Park Avenue (antes Fourth Avenue, en español Cuarta Avenida) es una amplia avenida de Nueva York, que se extiende de norte a sur de Manhattan. Está cortada por la Grand Central Station que delimita Park Avenue North con Park Avenue South. La avenida es en su mayor parte paralela a Madison Avenue, situada al oeste y a Lexington Avenue situada al este.

## Descripción
Park Avenue North esta sobre todo considerada como barrio, de precios inmobiliarios elevados, sobre todo a nivel del Upper East Side. Emplazamiento de un cierto número de tiendas de lujo que se han instalado en la parte de Avenida Lexington.
Park Avenue North, hasta el nivel de la calle 90, puede ser considerado como la Avenida Foch de Nueva York, debido a su verdor, su standing y su posición en el centro de Manhattan. Las dos vías de la avenida están separadas por una fila de arbustos. Compuestos de hojas verdes y de flores, mantenidos por la Fund for Park Avenue. La vía férrea de Grand Central, que es subterránea por Park Avenue, emerge en Harlem al norte de la calle 100.
Park Avenue South, que enlaza Grand Central en Union Square es mucho más activo, sede de numerosas oficinas y bancos como los famosos MetLife Building y Metropolitan Life Insurance Company. El prestigioso hotel Waldorf-Astoria también se encuentra en esta avenida.

## Historia
Fue desde comienzos del siglo XX cuando Park Avenue se erigió como la principal arteria residencial de las clases altas neoyorquinas.
- Daryl Roth Theatre
- 44 Union Square
- Everett Building, 200 Park Avenue South
- W New York Union Square, 201 Park Avenue South
- 225 Park Avenue South
- Church Missions House, 281 Park Avenue South
- United Charities Building, 287 Park Avenue South
- 300 Park Avenue South
- Metropolitan Life North Building, 324 Park Avenue South
- New York Life Building, 364–378 Park Avenue South
- 2 Park Avenue –diseñado por Ely Jacques Kahn
- 3 Park Avenue
- Scandinavia House, 58 Park Avenue
- Pershing Square Building, 125 Park Avenue
- Grand Central Terminal (en realidad en Park Avenue, entre las dos carreteras del Viaducto de Park Avenue)
- MetLife Building, 200 Park Avenue
- Helmsley Building, 230 Park Avenue
- 101 Park Avenue
- 245 Park Avenue
- 270 Park Avenue
- 277 Park Avenue
- 299 Park Avenue
- Waldorf Astoria New York, 301 Park Avenue
- St. Bartholomew's Episcopal Church
- 345 Park Avenue
- Racquet and Tennis Club, 370 Park Avenue
- Park Avenue Plaza
- Seagram Building, 375 Park Avenue –diseñado por Mies van der Rohe
- Lever House, 390 Park Avenue –diseñado por Gordon Bunshaft
- 399 Park Avenue
- 425 Park Avenue
- 432 Park Avenue
- Ritz Tower, 465 Park Avenue
- Halstead Property, 499 Park Avenue
- 500 Park Avenue
- Trump Park Avenue, 502 Park Avenue
- Central Presbyterian Church, 593 Park Avenue
- 620 Park Avenue
- Seventh Regiment Armory, 643 Park Avenue
- 655 Park Avenue
- Harold Pratt House, 58 East 68th Street (esquina de Park Avenue)
- Park Avenue Houses
  - Percy R. Pyne House, 680 Park Avenue (actual Americas Society)
  - Oliver D. Filley House, 684 Park Avenue (actual Queen Sofía Spanish Institute)
  - William Sloane House, 686 Park Avenue (actual Italian Cultural Institute of New York)
  - Henry P. Davison House, 690 Park Avenue (actual Italian Consulate General)
- Asia Society, 725 Park Avenue
- 740 Park Avenue
- 778 Park Avenue
- 970 Park Avenue
- Church of St. Ignatius Loyola, 980 Park Avenue
- 1000 Park Avenue
- Park Avenue Christian Church, 1010 Park Avenue
- Brick Presbyterian Church, 1140 Park Avenue